# Tuffi ai campionati europei di nuoto 2016 - Trampolino 1 metro maschile
La competizione di tuffi dal trampolino 1 metro maschile dei Campionati europei di nuoto 2016 si è svolta il 10 maggio 2016. Al mattino è stato disputato il turno eliminatorio a cui hanno partecipato 24 atleti, mentre in serata ha avuto luogo la finale tra i migliori 12 tuffatori.

## Medaglie
| Posizione | Atleti           | Paese   |
| --------- | ---------------- | ------- |
| Oro       | Illja Kvaša      | Ucraina |
| Argento   | Giovanni Tocci   | Italia  |
| Bronzo    | Constantin Blaha | Austria |

## Risultati
In verde sono indicati gli atleti qualificati alla finale.
| Pos. | Atleti             | Nazionalità   | Eliminatorie | Eliminatorie | Finale | Finale |
| Pos. | Atleti             | Nazionalità   | Punti        | Pos.         | Punti  | Pos.   |
| ---- | ------------------ | ------------- | ------------ | ------------ | ------ | ------ |
|      | Illja Kvaša        | Ucraina       | 424.35       | 1            | 439.70 | 1      |
|      | Giovanni Tocci     | Italia        | 352.25       | 8            | 414.30 | 2      |
|      | Constantin Blaha   | Austria       | 401.55       | 2            | 402.55 | 3      |
| 4    | Oleh Kolodij       | Ucraina       | 378.15       | 5            | 390.65 | 4      |
| 5    | Matthieu Rosset    | Francia       | 400.55       | 3            | 390.15 | 5      |
| 6    | Nikita Schleicher  | Russia        | 338.35       | 10           | 388.50 | 6      |
| 7    | Frederick Woodward | Gran Bretagna | 356.25       | 7            | 378.20 | 7      |
| 8    | Oliver Dingley     | Irlanda       | 364.95       | 6            | 373.90 | 8      |
| 9    | Jordan Houlden     | Gran Bretagna | 332.40       | 12           | 368.55 | 9      |
| 10   | Evgenii Novoselov  | Russia        | 383.65       | 4            | 364.05 | 10     |
| 11   | Andrzej Rzeszutek  | Polonia       | 335.95       | 11           | 362.05 | 11     |
| 12   | Kacper Lesiak      | Polonia       | 343.05       | 9            | 325.50 | 12     |
| 13   | Nicolás García     | Spagna        | 325.00       | 13           |        |        |
| 14   | Frithjof Seidel    | Germania      | 323.55       | 14           |        |        |
| 15   | Jouni Kallunki     | Finlandia     | 321.40       | 15           |        |        |
| 16   | Alberto Arévalo    | Spagna        | 314.75       | 16           |        |        |
| 17   | Guillaume Dutoit   | Svizzera      | 313.00       | 17           |        |        |
| 18   | Fabian Brandl      | Austria       | 298.15       | 18           |        |        |
| 19   | Simon Rieckhoff    | Svizzera      | 291.00       | 19           |        |        |
| 20   | Jack Ffrench       | Irlanda       | 286.70       | 20           |        |        |
| 21   | Joey van Etten     | Paesi Bassi   | 286.40       | 21           |        |        |
| 22   | Juho Junttila      | Finlandia     | 284.80       | 22           |        |        |
| 23   | Vinko Paradzik     | Svezia        | 272.25       | 23           |        |        |
| 24   | Yury Naurozau      | Bielorussia   | 271.10       | 24           |        |        |